# Richie Rich (serial telewizyjny 2015)
Richie Rich – amerykański serial komediowy wyprodukowany przez The Harvey Entertainment Company i AwesomnessTV oraz powstały na luźno opartej serii komiksowej wydawanej przez Harvey Comics w latach 50. XX wieku.
Premiera serialu miała miejsce 20 lutego 2015 na stronie internetowej platformy Netflix, a wszystkie 10 odcinków pierwszej serii zostały udostępnione podczas pięciogodzinnej emisji.

## Opis fabuły
Serial opisuje perypetie normalnego chłopca, Richiego Richa, który jest najbogatszym dzieckiem na świecie. Bogaty chłopiec po tym jak wydaje bilion dolarów na wynalezienie nowej zielonej technologii, postanawia przeprowadzić się wraz ze swoją rodziną do niezwykłej rezydencji, aby rozpocząć zupełnie nowe życie. Rich razem z przyjaciółmi – Darcy i Murrayem przeżywa niesamowite przygody.

## Obsada
- Jake Brennan jako Richie Rich[1]
- Joshua Carlon jako Murray[1]
- Jenna Ortega jako Darcy[1]
- Lauren Taylor jako Harper Rich[1]
- Kiff VandenHeuvel jako Cliff Rich[1]
- Brooke Wexler jako Irona[1]
- Nathan Anderson jako Tahj

## Odcinki
| Nr | Tytuł                        | Reżyseria     | Scenariusz                 | Premiera (Netflix) |
| -- | ---------------------------- | ------------- | -------------------------- | ------------------ |
| 1  | Man$ion Warning              | Phil Lewis    | Tim Pollock i Jeff Hodsden | 20 lutego 2015     |
| 2  | Royal Flu$h                  | Joel Zwick    | Jeny Quine                 | 20 lutego 2015     |
| 3  | The $et Up                   | Joel Zwick    | Tim Pollock i Jeff Hodsden | 20 lutego 2015     |
| 4  | The Wonderful Thing$ He Doe$ | Adam Weissman | Tim Pollock i Jeff Hodsden | 20 lutego 2015     |
| 5  | The Madne$$ of Queen Harper  | Adam Weissman | Tim Pollock i Jeff Hodsden | 20 lutego 2015     |
| 6  | More or Le$$                 | Adam Weissman | Tim Pollock i Jeff Hodsden | 20 lutego 2015     |
| 7  | $nowball Effect$             | Adam Weissman | Tim Pollock i Jeff Hodsden | 20 lutego 2015     |
| 8  | Good Deed$                   | Phil Lewis    | Vincent Brown              | 20 lutego 2015     |
| 9  | $pooky $tuff                 | Adam Weissman | Tim Pollock i Jeff Hodsden | 20 lutego 2015     |
| 10 | Fir$t Love                   | Phil Lewis    | Bo Belanger                | 20 lutego 2015     |